# پومپیانو
پومپیانو (به ایتالیایی: Pompiano) یک کومونه در ایتالیا است که در استان برشا واقع شده‌است.

## خصوصیات
پومپیانو ۱۵ کیلومترمربع مساحت و ۳٬۹۴۸ نفر جمعیت دارد و ۹۳ متر بالاتر از سطح دریا واقع شده‌است.